# Baktygul Jeenbaeva
Baktygul Janybekovna Jeenbaeva (née le 31 juillet 1960 à Frounze en RSS du Kirghizistan en Union soviétique) est une femme politique kirghize.

## Biographie
Jeenbaeva fait ses études dans le domaine des sciences économiques. En octobre 2007, elle fait son entrée dans l'arène politique alors qu'elle rejoint le conseil politique du parti Ak-Shumkar. En juillet 2010, elle devient administratrice de la Banque nationale de la République kirghize de façon intérimaire. Elle garde ce titre pendant un peu plus d'un an. Pour les quatre années suivantes, elle reste dans l'administration de cette institution.
Le 10 décembre 2018, elle est nommée pour devenir la prochaine ministre des Finances en remplacement d'Adylbek Kasymaliev qui avait démissionné. Elle est officiellement désignée à ce poste trois jours plus tard.

## Vie privée
Jeenbaeva est divorcée. Elle a eu un enfant de ce mariage nommé Nurlan Omurbekov. Elle est la fille de l'ancien président de l'Académie des sciences du Kirghizistan Janybek Jeenbaev.